# Bryaninops yongei

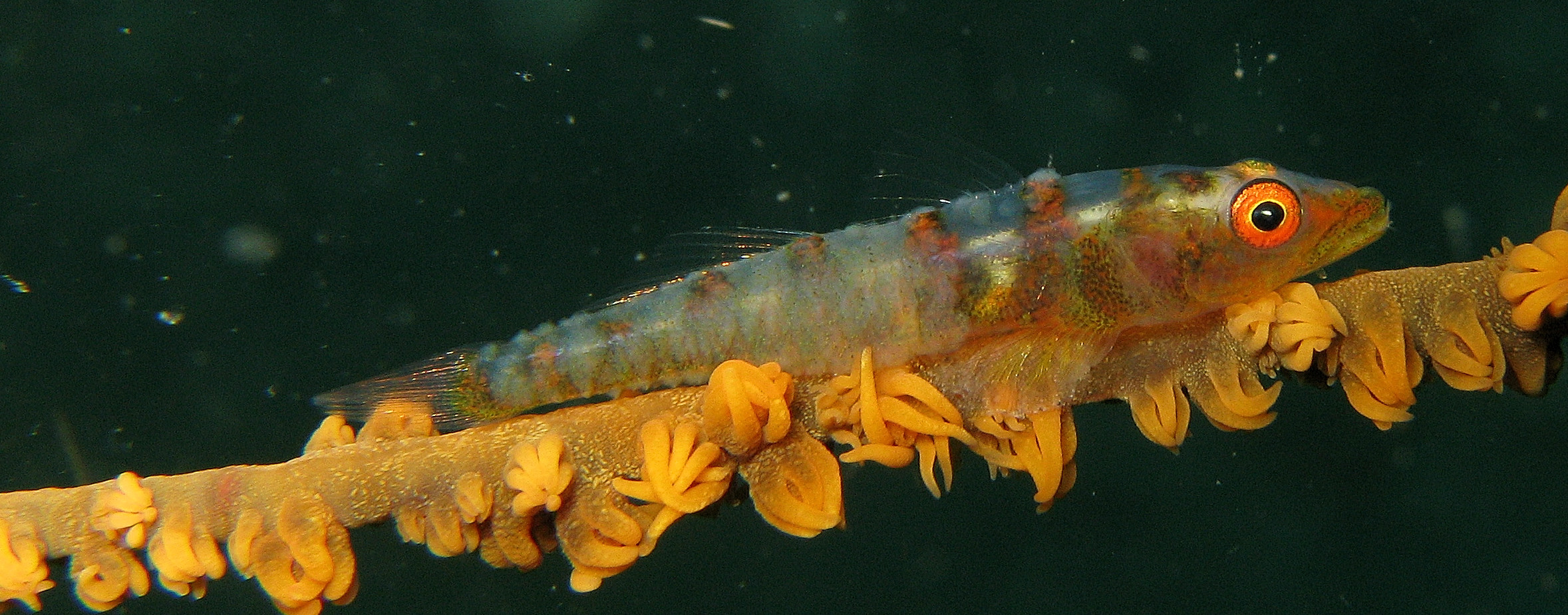

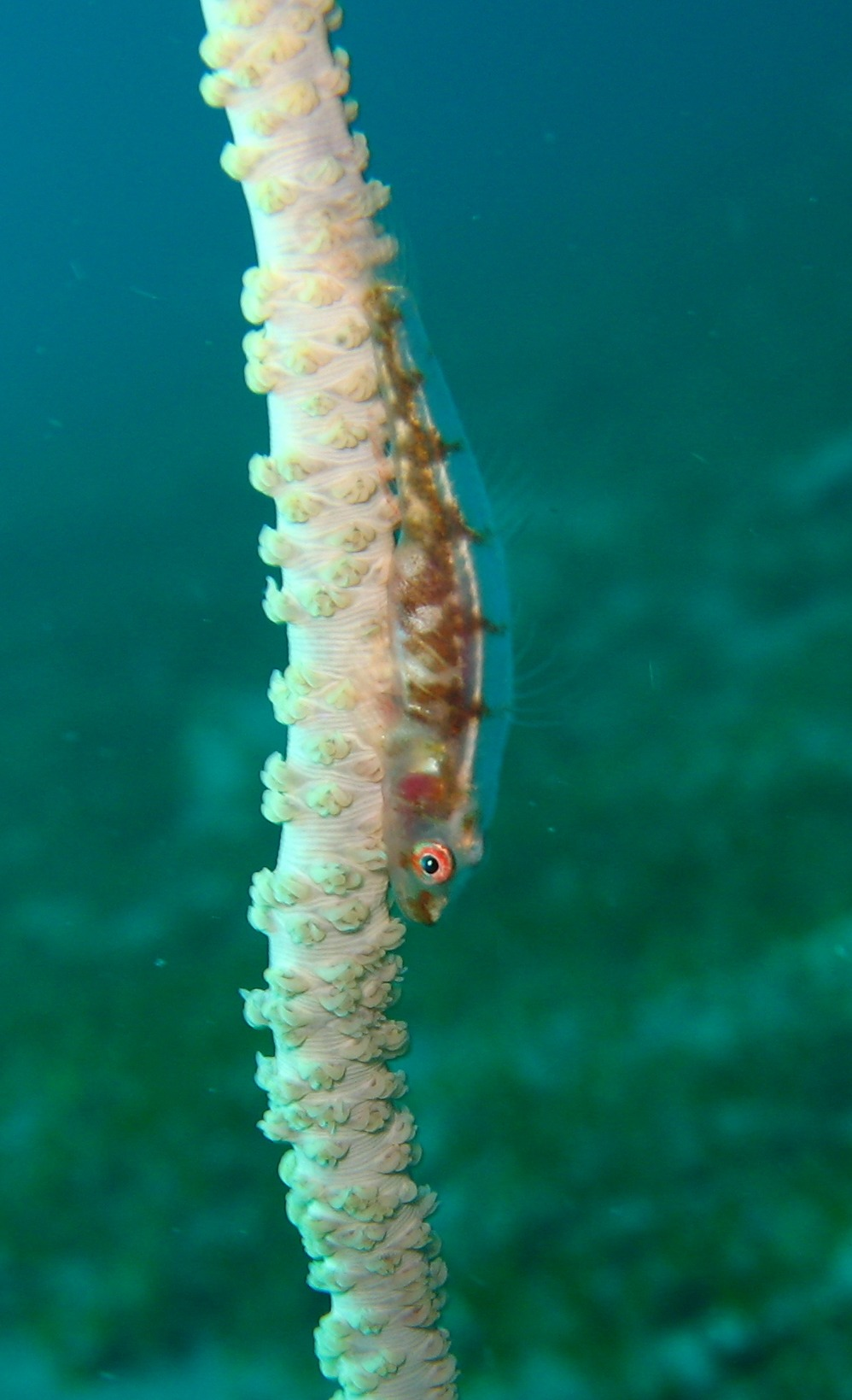
En Mactan Cebú, Filipinas

Bryaninops yongei es una especie de peces marinos de la familia de los Gobiidae, en el orden de los Perciformes.

## Morfología
El cuerpo es alargado y comprimido, y se caracteriza por tener la parte superior semitransparente, y la inferior marrón. La cabeza tiene manchas marrones-rojizas a violetas  y los ojos son de color rosa a rojo-violeta. Sobre la columna vertebral tiene una línea blanca plateada, y en el cuerpo tiene 6-7 franjas verticales oscuras, de color marrón rojizo. Tiene dos aletas dorsales, con 7 espinas y 7-10 radios blandos, la aleta anal tiene 1 espina y 7-10 radios blandos, y las aletas pectorales tienen 13-17 radios blandos. Cuenta con 10-11 branquiespinas.
Los machos pueden llegar a alcanzar los 3,5 cm de longitud total.

## Reproducción
Es un desovador béntico, de fertilización externa y hermafrodita secuencial protógino, lo que significa que desarrollan antes los órganos sexuales femeninos, y posteriormente, pueden desarrollar los masculinos.

## Alimentación
Se alimenta de zooplancton,

## Hábitat y comportamiento
Es un pez marino, de aguas tropicales, béntico, y asociado a arrecifes de coral. Habita en corrientes de simas o en arrecifes interiores, también en arrecifes exteriores y lagunas. Vive exclusivamente en el coral Cirripathes anguina, al que limpia de algas y mucus generado por el coral.
Su rango de profundidad es entre 3 y 45 metros, y su rango de temperatura entre 22º y 26 °C.
Ocurren normalmente en parejas, ocasionalmente con juveniles o una hembra más pequeña.

## Distribución geográfica
Se encuentra desde el Mar Rojo hasta las Hawái, las Islas Ryukyu, el norte de la Gran Barrera de Coral y el Mar de la China Oriental .
Es especie nativa de Andaman (India), Australia, Filipinas, Guam, Hawái, Indonesia, Japón, Malasia, Maldivas, islas Marquesas, Mauritius, Micronesia, Palaos, Papúa Nueva Guinea, islas Ryukyu (Japón), Samoa, Samoa Americana, Taiwán y Tonga.